# Weber (enhet)
Weber (symbol: Wb) är inom fysiken SI-enheten för magnetiskt flöde. En flödestäthet av en  Wb/m2 (en weber per kvadratmeter) är en tesla (T).
Enheten weber är uppkallad efter den tyske fysikern Wilhelm Eduard Weber (1804–1891).